# عمر باي
عمر باي هو باي المدية وحاكم بايلك التيطري ضمن أيالة الجزائر في العهد العثماني. امتد حكمه بين سنتي 1830 و1831 نصبه المارشال الفرنسي كلوزيل حاكماً بعد استيلاء القوات الفرنسية على المدية ليخلفه فيما بعد محمد بن حسين.